# Gare de Tianjin-Sud
La gare de Tianjin-Sud est une gare ferroviaire chinoise de la LGV Pékin - Shanghai, située sur le territoire du Xiqing, au sud-ouest de la ville de   Tianjin.
Elle est mise en service en 2011 et est desservie par des trains à grande vitesse.

## Situation ferroviaire
Établie à 2 mètres d'altitude, la gare de Tianjin-Sud est située au point kilométrique (PK) 131,400 de la LGV Pékin - Shanghai, entre les gares de Langfang et de Cangzhou-Ouest.
C'est une gare aérienne située sur un viaduc.

## Histoire
La gare de Tianjin-Sud et mise en service le 1er juin 2011, lors de l'ouverture de l'exploitation de la LGV Pékin - Shanghai. 